# Вилхелм фон Дик-Зафенберг
Вилхелм фон Дик-Зафенберг (на немски: Wilhelm von Dyck, Herr zu Saffenberg; † 1252) е господар на замък Зафенберг (днес в Майшос, Рейнланд-Пфалц) и бургграф на Арберг.

## Произход
Той е син на Конрад II ван Дик († сл. 1233) и съпругата му Лукардис († сл. 1223). Брат е на Конрад III ван Дик, господар на Дик (†1237), и Хайнрих, каноник в „Св. Гереон“ в Кьолн. Сестра му († сл.1227) е омъжена за граф Лотар фон Викрат († сл. 1264).

## Фамилия
Вилхелм фон Дик-Зафенберг се жени за дъщеря на Адалберт фон Зафенберг († сл. 1211) и съпругата му Беатрикс († сл. 1229). Те имат децата:
- Герлах фон Зафенберг, господар на Зафенберг
- Конрад I фон Зафенберг († 1300), женен I. за Мехтилд († сл. 1274), II. сл. 1274 г. за Ирмгард фон Клеве (* ок. 1266; † 11 май 1319)
- Лудвиг, каноник в Кайзерверт
- Херман, каноник в „Св. Гереон“ в Кьолн
- дъщеря, омъжена сл. 1249 г. за Конрад фон Мюленарк-Томбург († ок. 18 декември 1265)